# Міжштатна автомагістраль 4
Міжштатна автомагістраль 4 (Interstate 4, I-4) шосе довжиною 212,913 км, що простягається зі сходу на захід та повністю розташована у штаті Флорида. Частина системи Interstate Highway System. Починається від Interstate 275 (допоміжна дорога I-75) у Тампі до I-95 в Дейтона-Біч. Також за визначенням Департаменту транспорту Флориди (англ. Florida Department of Transportation, FDOT) ця дорога має позначення State Road 400 (SR 400), але такі знаки містяться лише на невеликій ділянці у східному кінці шосе.
| Повіт     | Місто             | км  | Призначення |
| --------- | ----------------- | --- | --- |
| Гіллсборо | Тампа             | 0   | I-275 (SR 93) — Сент-Пітерсбург, Окала, Тампський міжнародний аеропорт                                                                    |
| Гіллсборо | Тампа             | 5   | US 41 (50th Street / SR 599) / Columbus Drive                                                                                             |
| Гіллсборо |                   | 11  | US 92 (Hillsborough Avenue / SR 600) / US 301 (SR 41) — Riverview, Zephyrhills, Busch Gardens, Tampa Executive Airport, State Fairgrounds |
| Гіллсборо |                   | 14  | I-75 (SR 93A) — Окала, Наплс, Брендон, Теипл-Террас                                                                                       |
| Гіллсборо | Манго             | 16  | CR 579 (Mango Road) — Манго, Тонотосасса                                                                                                  |
| Гіллсборо | Довер             | 28  | Branch Forbes Road — Довер |
| Гіллсборо | Плант-Сіті        | 34  | SR 39 (Alexander Street) / CR 39 (Buchman Highway)                                                                                        |
| Полк      | Лейкланд          | 46  | US 92 (SR 546/Memorial Boulevard) — Лейкланд                                                                                              |
| Полк      | Лейкланд          | 52  | US 98 (SR 35 / SR 700) — Лейкланд, Дейд-Сіті                                                                                              |
| Полк      | Фор-Корнерс       | 88  | US 27 (SR 25) — Хейнс-Сіті, Клермонт |
| Осіола    | Селебрейшен       | 103 | US 192 (SR 530/Irlo Bronson Memorial Highway) — Кіссіммі, Magic Kingdom, Hollywood Studios                                                |
| Орандж    | Лейк-Буена-Віста  | 107 | SR 536 east (Epcot Center Drive/World Center Drive) to SR 417north — Epcot, Disney Springs                                                |
| Орандж    | Вілльямсбург      | 114 | Sea World (Central Florida Parkway) |
| Орандж    | Орландо           | 121 | Universal (Adventure Way) |
| Орандж    | Орландо           | 130 | US 17 / US 92 / US 441 (Orange Blossom Trail / SR 500 / SR 600)                                                                           |
| Орандж    | Орландо           | 135 | US 17 / US 92 / SR 50(Colonial Drive / SR 600) / Amelia Street — Bob Carr                                                                 |
| Орандж    | Вінтер-Парк       | 141 | SR 423 (Lee Road / US 17 Trucksouth / US 92 Truckwest)                                                                                    |
| Орандж    | Мейтланд          | 144 | SR 414 (Maitland Boulevard / US 17 Truck north / US 92 Truck east)                                                                        |
| Семінол   | Алтамонте-Спрінгс | 147 | SR 436 — Altamonte Springs, Apopka |
| Семінол   | Лонгвуд           | 151 | SR 434 — Longwood, Winter Springs |
| Семінол   | Лейк-Мері         | 158 | Лейк-Мері, Heathrow, Міжнародний аеропорт Орландо-Санфорд (Lake Mary Boulevard)                                                           |
| Семінол   | Санфорд           | 163 | SR 417 south (Seminole Expressway) — Міжнародний аеропорт Орландо-Санфорд, Орландський міжнародний аеропорт, Санфорд                      |
| Семінол   |                   | 167 | US 17 / US 92 (SR 15 / SR 600) — Санфорд                                                                                                  |
| Волусія   | ДіБері            | 174 | ДіБері, Делтона (CR 4162) |
| Волусія   | Делтона           | 178 | Делтона, Орандж-Сіті, DeBary (CR 4146) |
| Волусія   | Лейк-Хелен        | 187 | ДеЛанд, Лейк-Хелен історичний район (CR 4116)                                                                                             |
| Волусія   | ДеЛанд            | 191 | SR 44 — New Smyrna Beach, історичний район ДеЛанд                                                                                         |
| Волусія   | Дейтона-Біч       | 208 | US 92 east (SR 600) — Дейтона-Біч |
| Волусія   | Дейтона-Біч       | 212 | I-95 (SR 9) — Дейтона-Біч, Джексонвілл, Маямі                                                                                             |
| Волусія   | Дейтона-Біч       | 213 | SR 400 east — Саут-Дейтона |

| Прапор США | Це незавершена стаття про Сполучені Штати Америки. Ви можете допомогти проєкту, виправивши або дописавши її. |